# Lib.ru

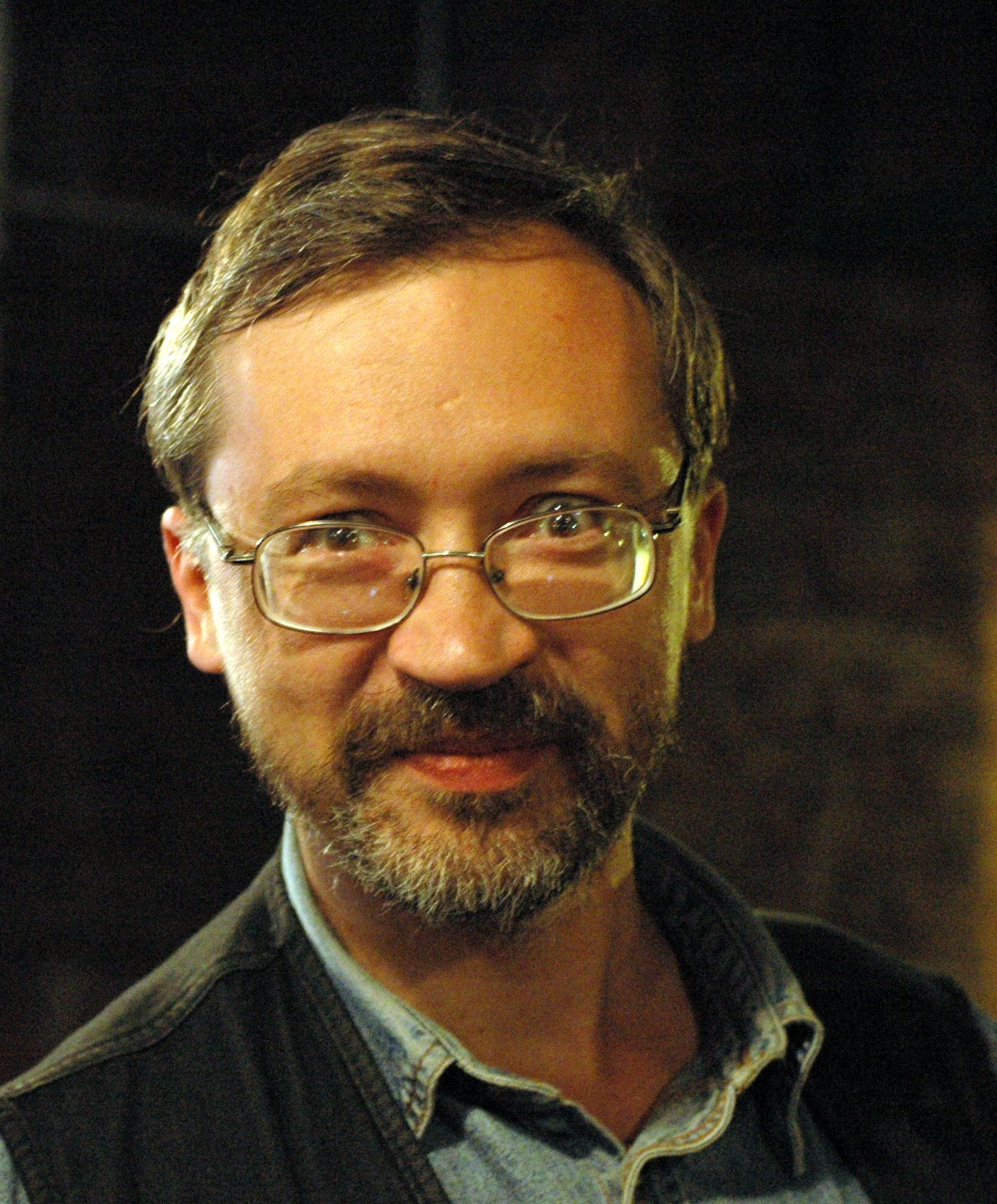
Maxim Moschkow (* 13. Oktober 1966 in Moskau)

Lib.ru, auch Maxim Moschkows Bibliothek (russisch Библиотека Максима Мошкова, Biblioteka Maxima Moschkowa), ist die älteste digitale Online-Bibliothek im russischen Internet.
Moschkow betreibt seine Bibliothek seit November 1994. Nutzer stellen zumeist gescannte (OCR) und anschließend revidierte Texte ein. Zwar produziert dieser relativ offene Zugang mitunter auch Fehler sowie Auslassungen, doch die inzwischen weit verbreitete Nutzung der Datenbank rechtfertigt dieses Akquisitionskonzept.
Manchmal wird die Bibliothek das russische Project Gutenberg genannt. Sie erhielt mehrere russische Preise, so zum Beispiel 2003 den nationalen russischen Internetpreis (Runet-Preis).

## Projekte (Auswahl)
Im Projekt
- Samisdat publiziert der Nutzer eigene literarische Texte,
- Musikverlag wird Musik gehostet,
- Ausland liegen Reisenotizen auf dem Server,
- Klassiker finden sich die Originaltexte renommierter russischsprachiger Autoren,
- Phantastik ist die russischsprachige phantastische Literatur präsent.

Zudem gibt es noch die Sparten Kultur, Geschichte, Kinderbuch, Detektivroman, Lehrbuch, Unix-Literatur, Büro und News.